# BNP Paribas Open 2024
BNP Paribas Open 2024, známý jako Indian Wells Masters 2024 či Indian Wells Open 2024, byl tenisový turnaj na profesionálních okruzích mužů ATP Tour a žen WTA Tour, hraný v areálu Indian Wells Tennis Garden. Čtyřicátý osmý ročník mužského a třicátý pátý ročník ženského Indian Wells Masters probíhaly mezi 6. a 17. březnem 2024 v kalifornském Indian Wells, na dvorcích s tvrdým povrchem Plexipave.
Mužská polovina dotovaná 12 418 990 dolary patřila do kategorie okruhu ATP Tour Masters 1000, jako její první část v sezóně. Ženská část s rozpočtem 9 258 080 dolarů byla součástí kategorie WTA 1000. Celkové odměny tenistům dosáhly výše 17 991 110 dolarů, znamenající meziroční nárůst o 2,22 %. Nejvýše nasazenými singlisty se staly světové jedničky, Srb Novak Djoković a Polka Iga Świąteková. Jako poslední přímí účastníci do dvouher nastoupili 79. hráč žebříčku Bernabé Zapata Miralles ze Španělska a 69. žena klasifikace Danielle Collinsová ze Spojených států. Nejmladší singlistkou byla 16letá Mirra Andrejevová a nejstarší pak 43letá Američanka Venus Williamsová.
Poprvé se konala smíšená čtyřhra, pravidelně hraná pouze na grandslamu, olympijských hrách a United Cupu. Ve formě exhibice se jí zúčastnilo osm pozvaných dvojic. Dotace dosáhla výše 150 tisíce dolarů. V důsledku invaze Ruska na Ukrajinu na konci února 2022 řídící organizace tenisu ATP, WTA a ITF s grandslamy rozhodly, že ruští a běloruští tenisté mohli dále na okruzích startovat, ale do odvolání nikoli pod vlajkami Ruska a Běloruska.
Třináctý titul z dvouhry okruhu ATP Tour, a pátý na Mastersech, vybojoval 20letý Španěl Carlos Alcaraz. Obhájil tak vítězství z předchozího ročníku. Devatenáctou singlovou trofej na okruhu WTA Tour, a osmou v kategorii WTA 1000, vyhrála 22letá Iga Świąteková. Cestou soutěží ztratila jen 21 gamů, nejméně od šestnácti prohraných her Grafové v roce 1994.
Mužskou čtyřhru ovládli Nizozemec Wesley Koolhof s Chorvatem Nikolou Mektićem. V rámci túry ATP vybojovali čtvrtou společnou trofej a první párovou na Mastersech. V ženském deblu triumfoval první světový pár složený z Tchajwanky Sie Šu-wej a Belgičanky Elise Mertensové. V Indian Wells navázaly na společné vítězství z roku 2021 a dosáhly na čtvrtý párový vavřín. Sie na kalifornské pouštní události získala čtvrtou a Mertensová třetí deblovou trofej. Pouze Raymondová se sedmi a Davenportová se šesti tituly si odvezly vyšší počet indianwellských trofejí.
Podesáté v řadě se událost stala turnajem roku v mužské kategorii Masters 1000 i turnajem roku v ženské kategorii WTA 1000.

## Rozdělení bodů a finančních odměn

### Rozdělení bodů
| Soutěž       | Soutěž       | vítězové | finalisté | semifinalisté | čtvrtfinalisté | 16 v kole | 32 v kole | 64 v kole | 96 v kole | Q  | Q2 | Q1 |
| ------------ | ------------ | -------- | --------- | ------------- | -------------- | --------- | --------- | --------- | --------- | -- | -- | -- |
| dvouhra mužů | [ 4 ] [ 20 ] | 1000     | 650       | 400           | 200            | 100       | 50        | 30        | 10        | 20 | 10 | 0  |
| čtyřhra mužů | [ 22 ]       | 1000     | 600       | 360           | 180            | 90        | 0         | —         | —         | —  | —  | —  |
| dvouhra žen  | [ 5 ] [ 23 ] | 1000     | 650       | 390           | 215            | 120       | 65        | 35        | 10        | 30 | 20 | 2  |
| čtyřhra žen  | [ 24 ]       | 1000     | 650       | 390           | 215            | 120       | 10        | —         | —         | —  | —  | —  |

Vysvětlivky
1. 1 2  Nasazení s volným losem obdrželi v případě prohry body za první kolo.[21]
2. ↑  Startující na divokou kartu v případě prohry neobrželi žádné body.[21]

### Finanční odměny
| Soutěž                                  | Soutěž       | vítězové    | finalisté | semifinalisté | čtvrtfinalisté | 16 v kole | 32 v kole | 64 v kole | 96 v kole | Q2       | Q1      |
| --------------------------------------- | ------------ | ----------- | --------- | ------------- | -------------- | --------- | --------- | --------- | --------- | -------- | ------- |
| dvouhra mužů                            | [ 4 ] [ 20 ] | 1 100 000 $ | 585 000 $ | 325 000 $     | 185 000 $      | 101 000 $ | 59 100 $  | 42 000 $  | 30 050 $  | 14 400 $ | 7 800 $ |
| dvouhra žen                             | [ 5 ] [ 23 ] | 1 100 000 $ | 585 000 $ | 325 000 $     | 185 000 $      | 101 000 $ | 59 100 $  | 42 000 $  | 30 050 $  | 14 400 $ | 7 800 $ |
| čtyřhra mužů                            | [ 22 ]       | 447 300 $   | 236 800 $ | 127 170 $     | 63 600 $       | 34 100 $  | 8 640 $   | —         | —         | —        | —       |
| čtyřhra žen                             | [ 24 ]       | 447 300 $   | 236 800 $ | 127 170 $     | 63 600 $       | 34 100 $  | 8 640 $   | —         | —         | —        | —       |
| ve čtyřhrách jsou částky uvedeny na pár |              |             |           |               |                |           |           |           |           |          |         |

## Dvouhra mužů

### Nasazení
| Stát                          | Hráč                        | ATP | Nasazení |
| ----------------------------- | --------------------------- | --- | -------- |
| Srbsko                        | Novak Djoković              | 1.  | 1.       |
| Španělsko                     | Carlos Alcaraz              | 2.  | 2.       |
| Itálie                        | Jannik Sinner               | 3.  | 3.       |
|                               | Daniil Medveděv             | 4.  | 4.       |
|                               | Andrej Rubljov              | 5.  | 5.       |
| Německo                       | Alexander Zverev            | 6.  | 6.       |
| Dánsko                        | Holger Rune                 | 7.  | 7.       |
| Polsko                        | Hubert Hurkacz              | 8.  | 8.       |
| Norsko                        | Casper Ruud                 | 9.  | 9.       |
| Austrálie                     | Alex de Minaur              | 10. | 10.      |
| Řecko                         | Stefanos Tsitsipas          | 11. | 11.      |
| USA                           | Taylor Fritz                | 12. | 12.      |
| Bulharsko                     | Grigor Dimitrov             | 13. | 13.      |
| Francie                       | Ugo Humbert                 | 14. | 14.      |
|                               | Karen Chačanov              | 15. | 15.      |
| USA                           | Ben Shelton                 | 16. | 16.      |
| USA                           | Tommy Paul                  | 17. | 17.      |
| USA                           | Frances Tiafoe              | 18. | 18.      |
| Argentina                     | Sebastián Báez              | 19. | 19.      |
| Kazachstán                    | Alexandr Bublik             | 20. | 20.      |
| Francie                       | Adrian Mannarino            | 21. | 21.      |
| Argentina                     | Francisco Cerúndolo         | 22. | 22.      |
| Španělsko                     | Alejandro Davidovich Fokina | 23. | 23.      |
| Chile                         | Nicolás Jarry               | 24. | 24.      |
| Německo                       | Jan-Lennard Struff          | 25. | 25.      |
| Itálie                        | Lorenzo Musetti             | 26. | 26.      |
| Nizozemsko                    | Tallon Griekspoor           | 27. | 27.      |
| Spojené království            | Cameron Norrie.             | 28. | 28.      |
| USA                           | Sebastian Korda             | 29. | 29.      |
| Argentina                     | Tomás Martín Etcheverry     | 30. | 30.      |
| Kanada                        | Félix Auger-Aliassime       | 31. | 31.      |
| Česko                         | Jiří Lehečka                | 32. | 32.      |
| Žebříček ATP k 4. březnu 2024 |                             |     |          |

### Jiné formy účasti
Následující hráčí obdrželi divokou kartu do hlavní soutěže:
- Fabio Fognini
- Aleksandar Kovacevic
- Patrick Kypson
- Jakub Menšík
- Brandon Nakashima

Následující hráči nastoupili pod žebříčkovou ochranou:
- Rafael Nadal (9. PR)
- Denis Shapovalov (27. PR)
- Milos Raonic (33. PR)

Následující hráči postoupili z kvalifikace:
- Hong Song-čchan
- David Goffin
- Hugo Grenier
- Lukáš Klein
- Denis Kudla
- Constant Lestienne
- Šintaró Močizuki
- Nicolas Moreno de Alboran
- Lucas Pouille
- Ethan Quinn
- Thiago Seyboth Wild
- Šang Ťün-čcheng

Následující hráči postoupili z kvalifikace jako šťastní poražení:
- Sumit Nagal
- Luca Nardi
- Jurij Rodionov

### Odhlášení
před zahájením turnaje
- Laslo Djere → nahradil jej  Bernabé Zapata Miralles
- Tomás Martín Etcheverry → nahradil jej  Luca Nardi
- Aslan Karacev → nahradil jej  Thanasi Kokkinakis
- Mackenzie McDonald → nahradil jej  Daniel Elahi Galán
- Rafael Nadal → nahradil jej  Sumit Nagal
- Alexei Popyrin → nahradil jej  Jurij Rodionov

## Mužská čtyřhra

### Nasazení
| Stát                                                                                   | Hráč              | Stát               | Hráč             | ATP | Nasazení |
| -------------------------------------------------------------------------------------- | ----------------- | ------------------ | ---------------- | --- | -------- |
| Indie                                                                                  | Rohan Bopanna     | Austrálie          | Matthew Ebden    | 3.  | 1.       |
| Chorvatsko                                                                             | Ivan Dodig        | USA                | Austin Krajicek  | 7.  | 2.       |
| USA                                                                                    | Rajeev Ram        | Spojené království | Joe Salisbury    | 11. | 3.       |
| Mexiko                                                                                 | Santiago González | Spojené království | Neal Skupski     | 17. | 4.       |
| Španělsko                                                                              | Marcel Granollers | Argentina          | Horacio Zeballos | 21. | 5.       |
| Argentina                                                                              | Máximo González   | Argentina          | Andrés Molteni   | 26. | 6.       |
| Německo                                                                                | Kevin Krawietz    | Německo            | Tim Pütz         | 33. | 7.       |
| Spojené království                                                                     | Jamie Murray      | Nový Zéland        | Michael Venus    | 33. | 8.       |
| Žebříček ATP k 4. březnu 2024; číslo je součtem žebříčkového postavení obou členů páru |                   |                    |                  |     |          |

### Jiné formy účasti
Následující páry obdržely divokou kartu:
- Félix Auger-Aliassime /  Sebastian Korda
- Steve Johnson /  Tommy Paul
- Ryan Seggerman /  Patrik Trhac

Následující páry nastoupily z pozice náhradníka:
- Marcus Daniell /  John-Patrick Smith
- Sadio Doumbia /  Fabien Reboul
- Lorenzo Musetti /  John Peers

### Odhlášení
před zahájením turnaje
- Francisco Cerúndolo /  Cameron Norrie → nahradili je  Lorenzo Musetti /  John Peers
- Alex de Minaur /  Alexei Popyrin → nahradili je  Sadio Doumbia /  Fabien Reboul
- Grigor Dimitrov /  Daniel Evans → nahradili je  Marcus Daniell /  John-Patrick Smith

## Ženská dvouhra

### Nasazení
| Stát                          | Hráčka                     | WTA | Nasazení |
| ----------------------------- | -------------------------- | --- | -------- |
| Polsko                        | Iga Świąteková             | 1.  | 1.       |
|                               | Aryna Sabalenková          | 2.  | 2        |
| USA                           | Coco Gauffová              | 3.  | 3.       |
| Kazachstán                    | Jelena Rybakinová          | 4.  | 4.       |
| USA                           | Jessica Pegulaová          | 5.  | 5.       |
| Tunisko                       | Ons Džabúrová              | 6.  | 6.       |
| Česko                         | Markéta Vondroušová        | 7.  | 7.       |
| Čína                          | Čeng Čchin-wen             | 8.  | 8.       |
| Řecko                         | Maria Sakkariová           | 9.  | 9.       |
| Lotyšsko                      | Jeļena Ostapenková         | 10. | 10.      |
|                               | Darja Kasatkinová          | 12. | 11.      |
| Brazílie                      | Beatriz Haddad Maiová      | 13. | 12.      |
| Itálie                        | Jasmine Paoliniová         | 14. | 13.      |
|                               | Ljudmila Samsonovová       | 15. | 14.      |
|                               | Jekatěrina Alexandrovová   | 16. | 15.      |
| Ukrajina                      | Elina Svitolinová          | 17. | 16.      |
|                               | Veronika Kuděrmetovová     | 19. | 17.      |
| USA                           | Madison Keysová            | 20. | 18.      |
| Rumunsko                      | Sorana Cîrsteaová          | 22. | 19.      |
| Francie                       | Caroline Garciaová         | 26. | 20.      |
|                               | Anna Kalinská              | 25. | 21.      |
|                               | Anastasija Pavljučenkovová | 24. | 22.      |
| USA                           | Emma Navarrová             | 23. | 23.      |
| Belgie                        | Elise Mertensová           | 28. | 24.      |
| Chorvatsko                    | Donna Vekićová             | 36. | 25.      |
| Česko                         | Linda Nosková              | 29. | 26.      |
|                               | Viktoria Azarenková        | 30. | 27.      |
|                               | Anastasija Potapovová      | 33. | 29.      |
| Kanada                        | Leylah Fernandezová        | 34. | 29.      |
| Ukrajina                      | Dajana Jastremská          | 31. | 30.      |
| Ukrajina                      | Marta Kosťuková            | 32. | 31.      |
| Ukrajina                      | Anhelina Kalininová        | 35. | 32.      |
| Žebříček WTA k 4. březnu 2024 |                            |     |          |

### Jiné formy účasti
Následující hráčky obdržely divokou kartu do hlavní soutěže:
- Paula Badosová
- McCartney Kesslerová
- Ashlyn Kruegerová
- Karolína Plíšková
- Emma Raducanuová
- Katie Volynetsová
- Venus Williamsová
- Caroline Wozniacká

Následující hráčky nastoupily pod žebříčkovou ochranou:
- Angelique Kerberová
- Naomi Ósakaová
- Darja Savilleová
- Čang Šuaj

Následující hráčky postoupily z kvalifikace:
- Erika Andrejevová
- Hailey Baptisteová
- Sara Erraniová
- Nao Hibinová
- Mai Hontamová
- Liv Hovdeová
- Rebeka Masárová
- Robin Montgomeryová
- Nuria Párrizasová Díazová
- Bernarda Peraová
- Rebecca Šramková
- Taylor Townsendová

Následující hráčky postoupily z kvalifikace jako šťastné poražené:
- Kayla Dayová
- Nadia Podoroská

### Odhlášení
před zahájením turnaje
- Amanda Anisimovová → nahradila ji Diana Šnajderová
- Belinda Bencicová → nahradila ji  Cristina Bucșová
- Paula Badosová (SR)→ nahradila ji  Greet Minnenová
- Paula Badosová (WC)→ nahradila ji  Nadia Podoroská
- Barbora Krejčíková → nahradila ji  Anna Karolína Schmiedlová
- Petra Kvitová → nahradila ji  Danielle Collinsová
- Karolína Muchová → nahradila ji  Océane Dodinová
- Jelena Rybakinová → nahradila ji  Kayla Dayová
- Anastasija Sevastovová → nahradila ji  Tamara Korpatschová

## Ženská čtyřhra

### Nasazení
| Stát                                                                         | Hráčka                      | Stát        | Hráčka             | WTA | Nasazení |
| ---------------------------------------------------------------------------- | --------------------------- | ----------- | ------------------ | --- | -------- |
| Čínská Tchaj-pej                                                             | Sie Šu-wej                  | Belgie      | Elise Mertensová   | 3.  | 1.       |
| Kanada                                                                       | Gabriela Dabrowská          | Nový Zéland | Erin Routliffeová  | 11. | 2.       |
| Austrálie                                                                    | Storm Hunterová             | Česko       | Kateřina Siniaková | 18. | 3.       |
| USA                                                                          | Nicole Melichar-Martinezová | Austrálie   | Ellen Perezová     | 18. | 4.       |
| USA                                                                          | Coco Gauffová               | USA         | Jessica Pegulaová  | 25. | 5.       |
| Nizozemsko                                                                   | Demi Schuursová             | Brazílie    | Luisa Stefaniová   | 25. | 6.       |
| Brazílie                                                                     | Beatriz Haddad Maiová       | USA         | Taylor Townsendová | 26. | 7.       |
| Ukrajina                                                                     | Ljudmyla Kičenoková         | Lotyšsko    | Jeļena Ostapenková | 43. | 8.       |
| Žebříček WTA k 4. březnu 2024; číslo je součtem umístění obou členek dvojice |                             |             |                    |     |          |

### Jiné formy účasti
Následující páry obdržely divokou kartu:
- Hailey Baptisteová /  Clervie Ngounoueová
- Sofia Keninová /  Bethanie Matteková-Sandsová
- Ashlyn Kruegerová /  Sloane Stephensová

Následující pár nastoupil z pozice náhradníka:
- Jekatěrina Alexandrovová /   Irina Chromačovová

### Odhlášení
před zahájením turnaje
- Mirra Andrejevová /   Anastasija Potapovová → nahradily je   Jekatěrina Alexandrovová /   Irina Chromačovová

## Přehled finále

### Mužská dvouhra
- Carlos Alcaraz vs.   Daniil Medveděv, 7–6(7–5), 6–1

### Ženská dvouhra
- Iga Świąteková vs.  Maria Sakkariová, 6–4, 6–0

### Mužská čtyřhra
- Wesley Koolhof  /  Nikola Mektić vs.  Marcel Granollers /  Horacio Zeballos, 7–6(7–2), 7–6(7–4)

### Ženská čtyřhra
- Sie Šu-wej /  Elise Mertensová vs.  Storm Hunterová /  Kateřina Siniaková, 6–3, 6–4

### Smíšená čtyřhra
- Storm Hunterová /  Matthew Ebden vs.  Caroline Garciaová /  Édouard Roger-Vasselin, 6–3, 6–3